# Weathertunes
Weathertunes ist ein Musikprojekt der Brüder Roland und Daniel Voss. Der Musikstil der Gruppe bewegt sich zwischen Lounge, Ambient, Downbeat, Trip-Hop, Nu-Jazz und Drum and Bass.

## Geschichte
Weathertunes ist das erste gemeinsame Projekt von Roland und Daniel Voss. Sie gründeten es im Sommer 1998 in Wetter (bei Melle), um ihre gemeinsame Leidenschaft für elektronische Musik in Kombination mit akustischen Klangelementen umzusetzen. Daniel Voss erhielt während seiner Kindheit und Jugend Klavier- und Gitarrenunterricht. Roland Voss war früher Schlagzeuger und spielte verschiedene Stile von Jazz und Jazz Rock zu Soul und Funk.
Im Herbst 2001 erschien bei dem Frankfurter Label Peacelounge Recordings ihr Debütalbum Characters, das gute Kritiken erhielt. Mehrere Beiträge wurden von angesehenen Kompilationen wie Lebensart 3 oder Comfort Zone 5 übernommen. Auch in Japan, wo das Album von dem japanischen Label Receptortune vertrieben wurde, sorgte es nach seinem Erscheinen 2002 für Aufsehen und großes Presseecho. 
2003 brachten die Weathertunes mit The Birds & the Sky ihren zweiten Longplayer heraus, der von der Kritik wieder wohlwollend aufgenommen wurde. 2004 erschien das Album auch auf dem japanischen Markt. Die Gruppe erweiterte auf diesem Album ihre klangliche und stilistische Bandbreite durch Downtempo-Grooves und bereicherte die elektro-akustischen Elemente ihrer Musik mit Chillhouse-Sounds. Die beiden Nachfolgealben Summer und Beam Me in kamen auf dem Label Jubilee Records/Music Mail heraus. Receptortune übernahm wieder den Vertrieb in Japan. Summer bezeichnete die Kritik als gelungenes Crossover-Album.
2005 gründeten Roland Voss und sein Bruder Daniel das Label Lemongrassmusic, um ihre Musikprojekte selbst produzieren und vermarkten zu können. Ihre erste Veröffentlichung der Weathertunes auf ihrem eigenen Label war 2008 die EP Sunsurfer, der auch im Ausland Beachtung geschenkt wurde. 2009 folgte das Album Palm Beach, das international gute Kritiken erhielt. Das 2011 erschienene Nachfolgewerk Passions war ihr sechstes Album in elf Jahren.

## Personal
Auf allen Alben wurden die Brüder Voss unterstützt von dem Jazz-Gitarristen  Michael Arlt. An den ersten beiden Alben von Weathertunes war zudem der Gitarrist Philipp Vollertsen beteiligt. Auf den späteren Alben haben auch Sängerinnen mitgewirkt: Kay Dee The Bee aus Frankreich auf dem Album Palm Beach, WAWA aus Japan (Tokio) auf dem Album Passions sowie Suzy Duffy aus Schottland auch auf Passions.

## Diskografie

### Studioalben
- 2001/2002: Characters (Peacelounge Recordings/Receptortune)
- 2003/2004: The Birds & the Sky (Peacelounge Recordings/Receptortune)
- 2005: Summer (Receptortune/Jubilee Records/Music Mail)
- 2006/2007: Beam Me in (Receptortune/Jubilee Records/Music Mail)
- 2009: Palm Beach (Lemongrassmusic)
- 2011: Passions (Lemongrassmusic)
- 2016: Parfum (Lemongrassmusic)[10]
- 2017: A Place To Chill (Lemongrassmusic)[10]
- 2023: Parasol (Lemongrassmusic)

### Kompilationen
- 2015: Modern Bridges (The Best Of 2000-2015) (Lemongrassmusic)

### EPs & Singles
- 2008: Sunsurfer (Lemongrassmusic)
- 2012: La Femme (Lemongrassmusic)
- 2013: Natura Vol. 1 (Lemongrassmusic)
- 2014: Natura Vol. 2 (Lemongrassmusic)
- 2018: Cure (Lemongrassmusic)
- 2019: Spiral (Lemongrassmusic)
- 2020: Sunrise (Lemongrassmusic)
- 2020: Innocent Spirit (Lemongrassmusic)
- 2020: Horizon (Kollaboration mit Dennis Bonam alias Faro) (Lemongrassmusic)